# Dean Corll
Dean Arnold Corll, meglio noto come "CandyMan" (Fort Wayne, 24 dicembre 1939 – Pasadena, 8 agosto 1973), è stato un serial killer statunitense.
Ha commesso almeno 29 omicidi in Texas con dei complici; la serie di omicidi è nota anche come "Houston Mass Murders" (Omicidi di Massa di Houston).

## Biografia

### Origini
Dean Arnold Corll nacque a Fort Wayne (Indiana) il 24 dicembre 1939; era il primo figlio di Arnold Edwin Corll (7 febbraio 1916-2001, Indiana) e Mary Emma Robinson (1916-2010). Nel 1942 nacque il fratello Stanley. I genitori litigavano spesso e si separarono nel 1946; Mary Robinson si trasferì a Memphis (Tennessee).
Corll era conosciuto come un ragazzo serio e timido che talvolta socializzava con i compagni e si preoccupava del loro benessere. Nel 1950 gli fu diagnosticata una febbre reumatica; non poté partecipare alle lezioni di educazione fisica. Attorno a quel periodo Arnold Edwin provò a riconciliarsi con Mary e si spostò con lei a Pasadena, ma nel 1953 divorziò di nuovo. Mary ottenne la custodia dei figli. La madre si risposò con un tale di nome Jake West (cambiò il nome in Mary West) e traslocò a Vidor; nel 1955 nacque la sorella Joyce. I genitori qualche tempo dopo aprirono una pasticceria.
Corll frequentò la Scuola Superiore di Vidor; era conosciuto come uno studente con una buona condotta; si interessò di musica e suonò il trombone nella banda della scuola. Si diplomò nel 1958. Successivamente traslocò con la famiglia a Houston; nel 1960 si spostò temporaneamente dai nonni nell'Indiana e, dopo due anni, tornò a Houston. Continuò a lavorare con i genitori come pasticcere in un locale, il "Pecan Prince". Nel 1963 Mary West divorziò anche da Jake West. Nello stesso anno, un impiegato della pasticceria disse alla madre di Corll che il figlio gli aveva fatto delle avances sessuali; la madre, per tutta risposta, licenziò l'impiegato.
Il 10 agosto 1964 entrò a fare parte dell'Esercito degli Stati Uniti e venne trasferito a Fort Polk (Louisiana) per l'addestramento; successivamente si spostò a Fort Benning (Georgia) e a Fort Hood (Texas) come riparatore radio. Corll odiava il servizio militare e si affaticava facilmente, pertanto lo lasciò l'11 giugno 1965, dopo dieci mesi, e tornò a Houston.
Diventato il vicepresidente della "Corll Candy Company", iniziò ad ingraziarsi alcuni ragazzi e studenti regalando loro dei dolciumi. Nel 1967 conobbe per la prima volta David Owen Brooks, un ragazzo di 12 anni; gli dava sia dolci che soldi. Brooks, due anni più tardi, arrivò anche a prostituirsi a Corll. Nel frattempo ingaggiò degli adolescenti che lo aiutassero nella pasticceria; ogni tanto faceva loro delle avances.
La madre di Corll si risposò la terza volta, ma divorziò di nuovo e, attorno al giugno 1968, si spostò con Joyce nel Colorado: Corll non la vide più e le telefonò solo ogni tanto. Nello stesso periodo la Corll Candy Company chiuse e Dean si trovò un posto fisso come elettricista alla Lighting and Power Company. Nell'inverno del 1971 David Brooks presentò a Corll un ragazzo di nome Elmer Wayne Henley (Houston, 1956), che diventerà suo complice. Corll l'aveva attirato perché intendeva ucciderlo, poi cambiò idea e gli propose di portare degli schiavi sessuali in casa sua in cambio di 200$ a persona. Henley accettò.

### Omicidi di Massa di Houston

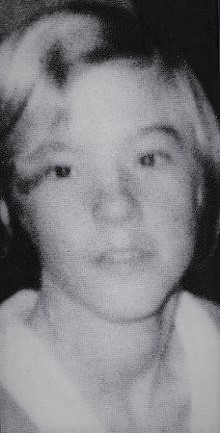
Il tredicenne James Dreymala, una delle vittime di Corll e Henley

Gli omicidi partirono il 25 settembre 1970 e si conclusero tre anni dopo, il 3 agosto 1973. Corll commise almeno 28 o 29 omicidi. I corpi trovati furono 27, ma si crede che abbia commesso almeno altri due omicidi, tra i quali quello di Joseph Allen Lyles, sparito il 1º febbraio 1973. Nell'area di Houston dal 1970 sparirono 42 ragazzi; Corll ne uccise almeno 28 o 29. Le ricerche si sono interrotte il 13 agosto 1973; erano stati trovati 27 corpi, ma Henley insistette che ne mancavano due. Inoltre, durante l'ultimo ritrovamento, vennero alla luce le ossa di un braccio e di una pelvi appartenente ad almeno un corpo che non è stato mai trovato.
Corll potrebbe aver ucciso anche prima del 1970. Ad esempio, nel 1968, quando dirigeva la pasticceria, i suoi colleghi lo videro scavare delle fosse. Quando gli chiesero perché, lui rispose che stava seppellendo le caramelle scadute per evitare la contaminazione di insetti. Sulle buche versò del cemento. Per avvolgere i cadaveri Corll utilizzò gli stessi rotoli di plastica che usò anche per avvolgere i corpi delle future vittime. Infine, potrebbe avere commesso degli abusi in questo periodo. In ogni caso gli omicidi e stupri accertati partono dal 25 settembre 1970. Le sue vittime avevano dai tredici ai venti anni.
Spesso le attirava con l'aiuto di uno dei suoi due conoscenti dal quartiere di Houston Heights, a nordest di Houston. Le vittime erano amici dei complici; due invece erano dei lavoratori della pasticceria di Corll. Attirate in casa, venivano indebolite con alcol o droghe e ammanettate o prese con forza. Successivamente erano spogliate e legate o al letto di Corll o in un tavolo delle torture, dove erano stuprate, torturate e uccise o tramite strangolamento o con un colpo di pistola calibro 22. Non sempre morivano subito, ma le torture duravano diversi giorni. Talvolta costrinse le vittime a chiamare i loro genitori o scrivergli una lettera dove li rassicuravano con una scusa. Avvolgeva i cadaveri in sacchi di plastica che seppelliva in vari luoghi (una spiaggia sulla Bolivar Peninsula e nella Contea di Jefferson o un bosco vicino al lago Sam Rayburn); come ricordo si teneva le chiavi della vittima. Corll nel corso degli anni traslocò diverse volte, comunque si teneva vicino al quartiere di Houston Heights. Rimase per tutto il tempo insospettabile; era conosciuto come una brava persona.
La prima vittima fu Jeffrey Alan Konen (18 anni), uno studente che stava facendo l'autostop nella zona di Westheimer Road per tornare a casa dei genitori. Corll lo attirò il 25 settembre 1970 offrendogli il passaggio. Lo spogliò, stuprò e uccise asfissiandolo con uno strangolamento a mani nude. Il suo corpo lo avvolse in un sacco di plastica con mani e piedi legati e lo seppellì. Il 15 dicembre David Brooks attirò James Glass e Danny Yates (14 anni). I due ragazzi furono legati al tavolo delle torture, stuprati, strangolati e seppelliti. Corll aveva promesso di dare a Brooks 200 dollari in cambio di ogni ragazzo che gli avrebbe portato in casa; in cambio del suo silenzio gli comprò una Chevrolet Corvette verde.
Sei settimane dopo, il 30 gennaio 1971, Brooks e Corll attirarono Donald e Jerry Waldrop nella loro macchina: li portarono nel loro appartamento, dove li stuprarono, torturarono e strangolarono; i corpi furono seppelliti. Il 9 marzo rapirono Randall Lee Harvey; lo uccisero sparandogli alla testa. Il pomeriggio del 29 maggio 1971 Corll attirò e uccise David Hilligiest e Gregory Malley Winkle; commise anche un terzo omicidio nel mese di marzo. Le vittime avevano dai 13 ai 16 anni. I loro parenti stamparono dei volantini e promisero una ricompensa a chiunque avesse ritrovato i loro figli.
Henley partecipò alla distribuzione dei volantini e provò a convincere la madre di Hilligiest che non era nulla di grave. La madre di uno dei due era preoccupata della loro sparizione, sebbene la polizia ipotizzasse che i due fossero scappati di casa, lei pensava fossero stati rapiti: suo figlio non sarebbe mai scappato di casa con un costume da bagno (doveva andare in piscina) e 80 centesimi in tasca. Il 17 agosto 1971 Corll e Brooks attirarono Ruben Watson (17 anni) mentre tornava a casa da un cinema-teatro paventandogli la partecipazione a una festa; fu poi strangolato e seppellito. Il 9 febbraio 1972 Corll attirò Willard Karmon "Rusty" Branch jr (17 anni) con l'offerta di una dose di marijuana da fumare. Il giovane lo seguì in casa: Henley lo ammanettò e Corll lo castrò e gli sparò. Suo padre era un ufficiale di polizia che morì di infarto mentre lo cercava.
Il 24 marzo Corll, Brooks e Henley attirarono Frank Anthony Aguirre (18 anni) mentre se ne andava dal ristorante in cui lavorava; gli chiesero se voleva bere birra e fumare marijuana con loro. Lui accettò. Corll, mentre era sotto l'effetto delle sostanze, lo ammanettò. Henley se ne andò per poi tornare in un momento successivo; fu informato da Corll che l'aveva stuprato, torturato e strangolato. Aiutò lui e Brooks a seppellire il corpo. Aguirre era il fidanzato di Rhonda Williams, personaggio chiave della vicenda che comparirà più avanti. Il 20 aprile attirò insieme a Corll un giovane, Mark Scott (17 anni). Fu preso con la forza; Corll ebbe dei problemi a legarlo sul tavolo delle torture. Mark afferrò un coltello e lo puntò contro gli aggressori, ma Henley gli puntò addosso una pistola e lo fece arrendere. Fu stuprato, torturato, strangolato e seppellito. Henley, quando sarà arrestato, smentirà che la vittima era Mark Scott. Se tale affermazione fosse vera, Scott sarebbe ancora disperso, magari seppellito nella zona di High Island.
Il 21 maggio i tre attirarono Johnny Delone (16 anni) e Billy Baulch (17 anni); Corll aveva da poco cambiato casa. I genitori sapevano che, qualche tempo prima, Brooks aveva provato a vendergli della droga. I due frequentavano spesso Corll. Una volta i genitori gli chiesero cosa facessero da lui e loro gli risposero che si divertivano. In un'occasione avevano provato le manette; Brooks, proprio in quel momento, aveva "perso la chiave". I genitori, sospettosi di lui, lo andarono a trovare: ebbero un semplice colloquio, Corll sembrava una persona perbene. I due ragazzi furono legati sul letto di Corll, torturati e stuprati. Billy fu strangolato a mani nude da Henley, mentre Johnny fu prima ferito con un colpo di pistola, ma il proiettile uscì dall'orecchio e non lo uccise, quindi fu strangolato pure lui. Ebbe ancora la forza di gridare a Henley "Ti prego, non farlo!". Nello stesso periodo il trio attirò Billy Ridinger (19 anni). Come al solito fu legato al tavolo delle torture, stuprato e torturato da Corll. Brooks invocò Corll di non ucciderlo, ma fu inutile. Qualche tempo dopo Brooks fu colpito da Henley, legato al letto e aggredito.
Il 20 luglio fu strangolato con una corda di nylon Steven Sickman; il killer si era da poco trasferito. Il 21 agosto spararono due volte in testa a Roy Eugene Bunton (circa 18 anni); il corpo fu seppellito nella rimessa per barche. Il 3 ottobre fu attirato Wally Jay Simoneaux (14 anni) mentre tornava da scuola; Corll lo strangolò e seppellì. Nello stesso giorno sparò in bocca e strangolò Richard Hembree (13 anni). Il 12 novembre fu strangolato Richard Kepner (19 anni). In totale, tra il febbraio e il novembre morirono almeno 10 ragazzi tra i 13 e i 19 anni.
Il 20 gennaio 1973 Corll cambiò casa; in questo periodo non commise omicidi perché soffriva di idrocele, ma è probabile che abbia rapito e ucciso un ragazzo. Nel frattempo Henley iniziò a preoccuparsi del massacro e dell'accelerazione degli omicidi. Il 1º febbraio sparì Joseph Allen Lyles (17 anni): il suo corpo verrà trovato nell'agosto del 1973 a Jefferson County Beach. Il fatto che sia stato Corll a ucciderlo non è mai stato accertato. Comunque è molto probabile che sia stato lui: infatti viveva nella stessa via di Brooks (si trovava a Heights, dove molti ragazzi furono rapiti) ed entrò diverse volte nella casa di Corll. Lyler sarebbe quindi la ventottesima vittima. Henley non poté dare la sua versione in quanto si trovava a Mount Pleasant. Brooks confessò che, in quel periodo, Corll aveva rapito un ragazzo da solo. Lyles fu identificato l'11 novembre 2009 con l'analisi del DNA.
Attorno al marzo 1973 due testimoni, i coniugi Abernathy, videro il trio che stava seppellendo un fagotto di plastica. Successivamente Henley si avvicinò alla loro macchina con un'espressione minacciosa. La coppia si sentì costretta ad andare. Non è chiaro se stessero seppellendo una vittima conosciuta o sconosciuta. Il 4 giugno rapì Billy Ray Lawrence (15 anni), un amico di Henley; lo attirarono con la scusa di andare a pescare. Il 12 luglio morì John Sellars (17 anni). In questo periodo Brooks si sposò con la sua ragazza incinta; rimase per un certo periodo non coinvolto con Corll. Il 15 giugno rapì un autostoppista di Baton Rouge (Louisiana), Ray Blackburn (20 anni); doveva andare a vedere suo figlio, nato da poco. Fu strangolato da Corll e seppellito.
Il 7 luglio rapì Homer Garcia (15 anni); incontrò Henley e Brooks mentre marinavano la scuola: gli spararono alla testa e nel petto. Cinque giorni dopo rapì un ragazzo di Orange (Texas), John Sellars (17 anni), due giorni dopo avrebbe compiuto 18 anni. Gli spararono al petto e lo seppellirono con i vestiti addosso (gli altri solitamente li spogliavano). Il 19 luglio attirò e strangolò Michael "Tony" Baulch (15 anni); il fratello era stato da loro ucciso l'anno prima. Henley aiutò Corll a strangolarlo.
Il 25 luglio Henley attirò Marty Jones (18 anni). Corll, in questo periodo di uccisioni, provò a trovarsi un nuovo complice in questi ragazzi, ma non ci riuscì. Nello stesso giorno attirò Charles Cary Cobble (17 anni), il compagno di stanza di Marty Jones. Cobble era un amico di Henley e aveva la moglie incinta. Due giorni dopo gli spararono due volte in testa. Il 3 agosto 1973 Corll rapì James Dreymala (13 anni). Si era comprato una pizza e si stava facendo un giro in bici a South Houston; lo attirarono con la scusa di una festa. Fu legato al tavolo delle torture, stuprato e strangolato con una corda; il cadavere fu poi seppellito.

### Morte di Corll
La sera del 7 agosto 1973 Henley invitò Cordell Kerley (19 anni) a partecipare a una festa da Corll. I due andarono a casa sua, sniffarono della cocaina, bevvero e si assentarono per comprare dei sandwich. Henley poi passò a casa di Rondha Williams (15 anni), una ragazza orfana di madre che era stata appena aggredita verbalmente dal padre ubriaco, e la invitò a unirsi a loro; lei accettò. David Brooks non era presente. Il trio si diresse nella casa di Corll al 2020 di Lamar Drive (Pasadena).
Alle 3 del mattino circa il trio arrivò in casa; Corll prese Henley in disparte, lo rimproverò per avere portato una ragazza in casa e gli disse che "aveva rovinato tutto". Henley gli spiegò che Rondha era stata aggredita dal padre, quindi Corll si calmò. Offrì ai tre della birra e una dose di marijuana da fumare, e li osservò mentre consumavano. Dopo due ore di festa si addormentarono. Henley si risvegliò ammanettato e con le caviglie legate; Kerley e la Williams erano legati con del nylon e dormivano ancora. Corll era furioso e gridò a Henley che li voleva uccidere tutti quanti. Poi prese a calci la Williams e puntò una pistola calibro 22 sullo stomaco del complice.
Henley lo calmò e lo convinse a farsi slegare. Fatto ciò, Corll appoggiò la pistola sul comodino vicino al letto e Henley legò i due ragazzi sul tavolo delle torture; poi spogliò Kerley e Rhonda tagliando loro gli abiti con un coltello da caccia. Nel frattempo anche Corll si spogliò completamente e iniziò a torturare Kerley. In quel momento i due si svegliarono. Henley a questo punto chiese a Corll se poteva portare Rhonda in un'altra stanza, Corll non lo ascoltò e provò invano a stuprare Kerley. Henley scorse la pistola sul comodino; la prese e la puntò addosso a Corll. Gli gridò "Ti sei spinto troppo oltre, Dean!". Corll si avvicinò lentamente a Henley, dicendo "Uccidimi, Wayne! Tu non lo farai!". Henley indietreggiò e sparò un colpo che andò a segno, ma Corll continuava ad avvicinarsi. Henley sparò altri due colpi, che lo centrarono alla spalla sinistra. Provò a fuggire, ma fu raggiunto da altri tre colpi, che lo raggiunsero alla spalla e in fondo alla schiena. Dean Corll cadde a terra, morto.

### La scoperta
Una volta che la minaccia era stata eliminata, Henley liberò Kerley e Rhonda dal tavolo delle torture. Insieme discussero su cosa dovessero fare. Henley voleva semplicemente tornare a casa come se nulla fosse successo, ma Kerley decise di chiamare la polizia. Alle 8.24 del mattino Henley fece una telefonata alla polizia con il telefono di Corll. Rispose un operatore, Velma Lines. Henley gridò "Fareste meglio a venire qui subito! Ho ucciso un uomo!". L'agente A. B. Jamison accorse sul luogo in pochi minuti e trovò il trio che lo stava aspettando; a terra c'era la pistola. Dentro la casa c'era ancora il cadavere di Corll e successivamente accorsero anche gli altri poliziotti.
In custodia Henley confessò di avere aiutato Corll ad adescare dei giovani ragazzi che torturò e uccise per la cifra di 200$ a persona. La polizia era molto scettica e non lo prese sul serio, ma lui insistette e fece i nomi di Hilligiest, Cobble e Jones, tre ragazzi spariti da qualche tempo; aggiunse che i cadaveri erano seppelliti in una rimessa per barche e in altri tre luoghi. Gli agenti fino a quel momento pensavano che i tre avessero approfittato dell'ospitalità di Corll e che l'avessero ucciso sotto l'effetto degli stupefacenti. Intanto la polizia stava controllando la casa di Corll: il pavimento era coperto con un telo di plastica, che serviva a non macchiare il pavimento di sangue.
Trovò anche molti indizi inquietanti tra cui: il tavolo delle torture, delle corde, alcuni falli, un grosso coltello da caccia, un paio di manette, la pistola, della vaselina e una radio che serviva a coprire le urla. Nel retro del suo furgone (un Ford Econoline) c'era una grossa scatola in legno con dei fori che servivano a fare passare l'aria e degli aculei; dentro c'erano dei capelli: Corll si era costruito una rudimentale Vergine di Norimberga. Sempre sul retro, i vetri erano oscurati con delle tendine blu opache, per evitare che qualcuno guardasse dentro; infine trovarono dei ganci e delle corde. Il corpo del killer fu spedito all'obitorio.
Henley si offrì di accompagnare la polizia alla rimessa per barche di Southwest Houston. Lì trovarono una bicicletta, una macchina rubata e un contenitore pieno di vestiti. Durante gli scavi vennero alla luce otto cadaveri, tutti avvolti in un telo di plastica e uccisi tramite asfissia o arma da fuoco; uno di essi era un bambino di 13 anni. Presentavano segni di tortura: erano castrati, sodomizzati e legati; alcuni avevano i vestiti in bocca e avevano del nastro adesivo attorno alla faccia. Ad alcuni aveva inserito nell'uretra una fiala in vetro, poi spezzata. Degli altri erano stati percossi fino alla morte o erano sgozzati. In alcune borse di plastica sigillate c'erano dei genitali tagliati e masticati: Corll era filo-cannibale. Accompagnato dal padre, David Brooks si costituì la sera dell'8 agosto: confessò di sapere che Corll aveva ucciso dei ragazzi.
Il giorno dopo Henley portò la polizia al lago Sam Rayburn; vennero trovati altri due corpi e nella rimessa ne vennero rinvenuti altri nove. Il 10 agosto furono recuperati altri due corpi; mostravano dei segni di percosse alla testa e al corpo, esattamente come i due del giorno prima. Il 13 agosto Henley e Brooks accompagnarono la polizia a High Island Beach, dove furono trovati altri 4 cadaveri. Alcuni di loro erano castrati e avevano i peli pubici strappati; Corll ad almeno una vittima strappò il pene a morsi. I due infine dissero che Corll aveva commesso 29 omicidi, ma gli agenti recuperarono e verbalizzarono 27 omicidi; il ventottesimo corpo sarà ritrovato nell'agosto 1983. Le ricerche poi si interruppero.
Il caso fece molto scalpore. Il massacro di Houston superò in numero di vittime quello perpetrato da Juan Vallejo Corona poco tempo prima: aveva commesso in sei settimane 25 omicidi. Papa Paolo VI condannò la vicenda ed espresse la propria solidarietà ai parenti delle vittime. Fino all'aprile 1974 ventuno ragazzi furono identificati; altri due furono identificati nel settembre 1983 e luglio 1985. Tutte le altre furono infine identificate nel tempo a venire. L'ultima fu identificata nell'aprile 2011.

### La fine
A Henley la polizia attribuì 6 omicidi, a Brooks uno; Henley non fu incolpato dell'omicidio di Corll in quanto compiuto per autodifesa. I due affrontarono il processo separatamente.
Henley fu processato a San Antonio il 1º luglio 1974; era accusato di 6 omicidi commessi tra il marzo 1972 e il luglio 1973. Contro di lui testimoniarono dozzine di testimoni, tra cui Kerley e Rondha. Al processo parteciparono anche i parenti delle vittime. Quando un medico elencava le torture fatte alle vittime, alcuni di loro abbandonarono l'aula. Lo stato aveva con sé 82 prove, tra cui il tavolo delle torture e un contenitore con i capelli di Charles Cobbles. Il 16 luglio 1974 fu condannato a scontare 99 anni di reclusione per ognuno dei sei omicidi, per un totale di 594 anni di carcere. La condanna fu confermata in appello nel giugno 1979. In carcere passa il tempo a dipingere dei quadri che vengono messi in esposizione o venduti su E-bay; questo fatto ha scatenato l'indignazione dei parenti delle vittime.
Il processo a David Brooks iniziò il 27 febbraio 1975. Inizialmente gli vennero attribuiti 4 omicidi commessi tra il dicembre 1970 e il giugno 1973, ma entrò al processo con uno solo, compiuto nel giugno 1973. L'avvocato della difesa, Jim Skelton, chiese l'assoluzione per Brooks, professandolo innocente. Il processo durò una settimana e terminò il 4 marzo 1975: dopo una delibera di 90 minuti la giuria lo riconobbe colpevole dell'omicidio di Billy Ray Lawrence (15 anni) e lo condannò al carcere a vita. Anche lui ricorse in appello, ma nel maggio del 1979 la sentenza fu confermata.
Ogni tre anni i due hanno fatto richiesta per la libertà condizionata, sempre rifiutata. Il funerale di Dean Corll fu organizzato dal padre, Edwin; erano presenti lui, sua madre Gertrude B. Meyers (1888-1979) e Mary West. È seppellito nel Grand View Memorial Park a Pasadena (Texas). Edwin Corll è morto il 5 aprile del 2001 a Trinity.